# Mary Ayaq Anowtalik
Mary Ayaq Anowtalik (nascida em 1938) é uma artista Inuit conhecida pelas suas esculturas em pedra.
O seu trabalho encontra-se incluído nas colecções da Winnipeg Art Gallery, do Musée national des beaux-arts du Québec, e do Museu de Antropologia da Universidade da Colúmbia Britânica.
Em 1957 fazia parte de uma comunidade de residentes de Nunavut que foram realocados à força do Lago Ennadai, Nunavut.